# Георги, Карл
Карл Фредерик Мари Георги (фр. Carl Frédéric Marie Georgi; 22 мая 1883, XI округ Парижа — 18 января 1961, VII округ Парижа) — французский теннисист. Участник летних Олимпийских игр 1900 года.

## Биография
Карл Георги родился 22 мая 1883 года во французском городе Париж.
Занимался теннисом.
В 1900 году вошёл в состав сборной Франции на летних Олимпийских играх в Париже. Участвовал в двух турнирах второго класса в рамках олимпийской программы, в которых не разыгрывались медали. В турнире с гандикапом в одиночном разряде в 1/16 финала победил Изара из Франции — 6:0, 6:0, в 1/8 финала остался без соперника, в четвертьфинале проиграл Моро из Великобритании — 6:4, 1:6, 7:8. В турнире с гандикапом в парном разряде вместе с Рене Георги из Франции в четвертьфинале проиграли Морису Жермо и Финже из Франции — 4:6, 3:6. 
Умер 18 января 1961 года в Париже.